# Drosera falconeri
Drosera falconeri är en sileshårsväxtart som beskrevs av Tsang och Kondo. Drosera falconeri ingår i släktet sileshår, och familjen sileshårsväxter.
Artens utbredningsområde är:
- Northern Territory, Australien.
- Ashmore-Cartieröarna.
- Western Australia.

Inga underarter finns listade i Catalogue of Life.

## Bildgalleri